# 薛履谦
薛履谦（8世纪—761年），唐朝官员，出自河东薛氏。唐玄宗的驸马。
薛履谦世系不详，娶唐玄宗李隆基第二十三女樂城公主。上元二年（761年），唐玄宗弟弟岐王李业的儿子嗣岐王李珍，与朱融、崔昌、赵非熊等并中官六军人一同谋逆。朱融又联络金吾将军邢济，被邢济告发，唐肃宗令御史中丞敬羽审讯。薛履谦和驸马杨洄也参与此事。四月初一，唐肃宗废李珍为庶人，于溱州安置。驸马都尉杨洄、薛履谦赐自尽。